# Olaus Wormius
Olaus Wormius (Aarhus, 13 de maig de 1588 - Copenhaguen, 31 d'agost de 1654), també conegut com a Ole Worm, va ser un metge i antiquari danès.

## Vida
Wormius era fill de Willum Worm que va servir com a alcalde d'Aarhus, i es va fer ric per l'herència del seu pare. L'avi d'Ole Worm, Johan Worm, havia estat magistrat a Aarhus, el qual com a luterà que havia fugit de Arnhem a Gelderland mentre estava sota domini catòlic.
Wormius es va casar amb Dorothea Fincke, la filla d'un amic i col·lega, Thomas Fincke, un matemàtic que va inventar els termes tangent i secant.
Olaus Wormius va dedica tota la seva vida a l'estudi: després d'assistir a l'escola de gramàtica d'Aarhus, va continuar la seva educació a la Universitat de Marburg on va estudiar teologia el 1605. Va rebre el seu Doctorat en Medicina per la Universitat de Basilea, el 1611, i se li concedí un títol de Màster en Lletres de la Universitat de Copenhaguen el 1617. La resta de la seva carrera acadèmica va tenir lloc a Copenhaguen, on va impartir classes de llatí, grec, física i medicina. Va ser metge personal de Rei Christian IV de Dinamarca. Va destacar en la professió mèdica del seu temps, i va romandre a la ciutat de Copenhaguen per administrar els malalts que va ocasionar una epidèmia de la Pesta Negra.

## Rellevància científica i cultural

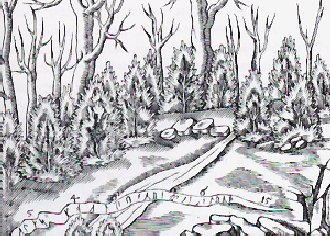
Il·lustració de Wormius per la Runamo inscripció, on es podia llegir el nom de Lund. La "inscripció" va ser trobada en les formacions naturals de la roca.

En medicina, les principals aportacions de Wormius van ser la embriologia humana. La Ossos de Worm o ossos suturals (petits ossos que omplen els forats de les sutures cranials) porten el seu nom.
Wormius es també conegut per haver estat un col·leccionista dels inicis de la literatura en les llengües Escandinaves. També va escriure una sèrie de tractats sobre esteles que recullen textos escrits en alfabet rúnic. Wormius va rebre cartes de presentació als bisbes de Dinamarca i Noruega del Rei de Dinamarca a causa de l'interès del Rei per la seva aprovació. En 1626 Wormius va publicar la seva Fasti Danici, o "Cronologia danesa" que incorporava els resultats de les seves investigacions en les tradicions rúniques; i el 1636 publicà Runir seu Danica literatura antiquissima, "Runes: la més antiga literatura danesa", un recull on es transcriuen textos en rúnic. El 1643 publicà la seva obra Danicorum Monumentorum, "Monuments danesos". El primer escrit d'estudi sobre pedres rúniques, és també una de les úniques fonts existents sobre aquestes representacions en pedra i inscripcions a Dinamarca, algunes de les quals ja estan perdudes en l'actualitat.

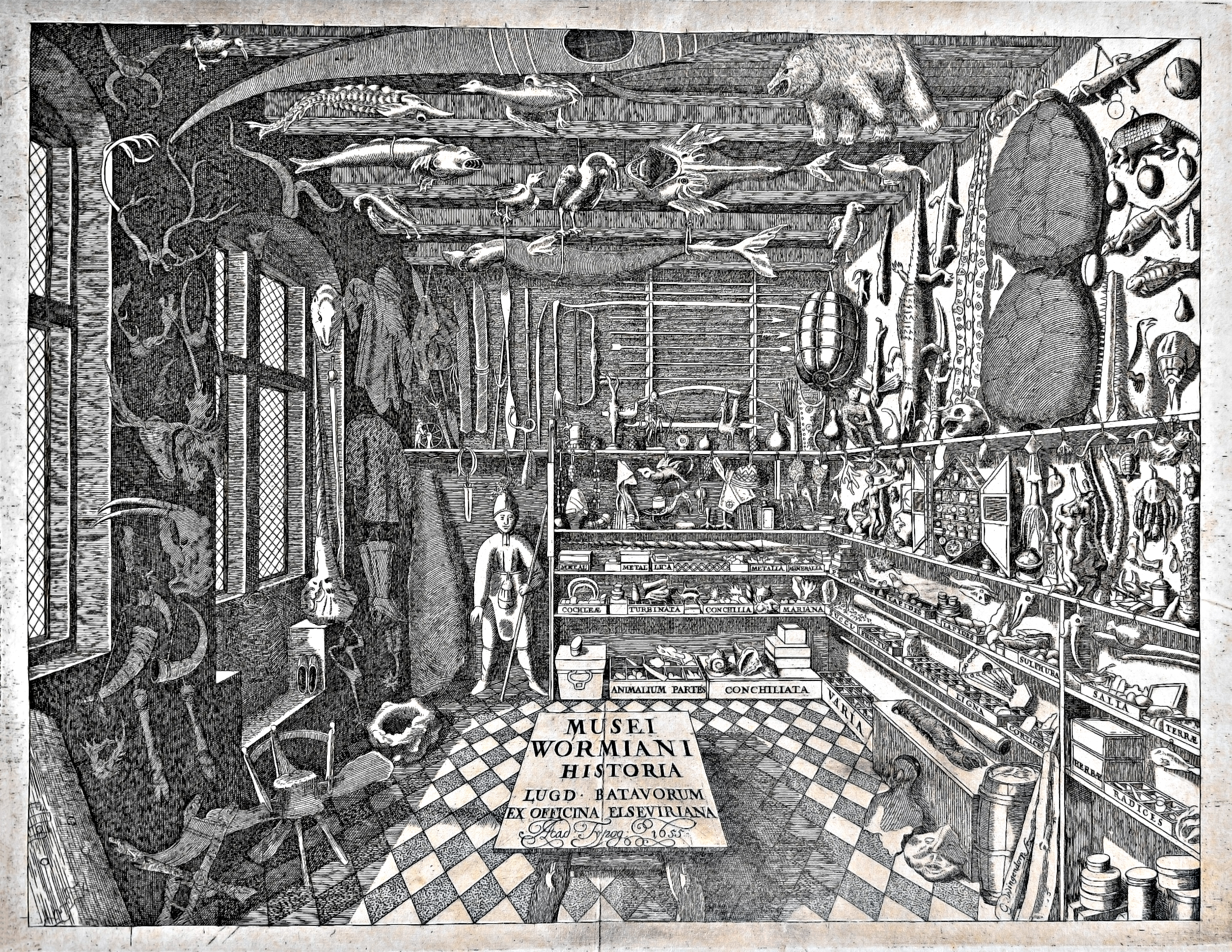
"Musei Wormiani Historia," el frontispici del Museu Wormianum representa el gabinet de curiositats de Wormius'

Com a filòsof natural, Wormius va reunir una gran col·lecció de curiositats, que van des d'artefactes recollits en el Nou Món, a animals dissecats, fòssils, que van originar un debat significatiu. Wormius recollia gravats de la seva col·lecció, juntament amb les especulacions sobre el seu significat, que podem consultar en un catàleg del seu Museu Wormianum, publicat després de la seva mort el 1654.
Com a científic, Wormius se situa a cavall de la ciència moderna i pre-moderna. Efectivament, des d'un punt de vista modern, en mode empíric, Així doncs, Wormius determinà que l'unicorn no va existir i explicava que les banyes d'unicorn tenien l'origen en l'ullal del narval. Alhora, però, es va preguntar si les propietats anti-verínoses associades amb la banya d'un unicorn encara eren certes, i va dur a terme experiments en l'enverinament d'animals domèstics, per després servir-los pols de banya de narval (el seu enverinament havia d'haver estat relativament suau perquè ell va informar que s'havien recuperat).
Altres investigacions empíriques proporcionaven evidències convincents de que els lemmings eren rosegadors i no, com alguns pensaven, naixien per generació espontània per l'aire (Worm 1655, pàg. 327), i també per facilitar el primer dibuix detallat d'un ocell de paradís demostrant que, malgrat les moltes especulacions en sentit contrari, tenien potes com la resta d'aus. L'objectiu principal de la col·lecció d'història natural va tenir una finalitat pedagògica.

## En la cultura popular

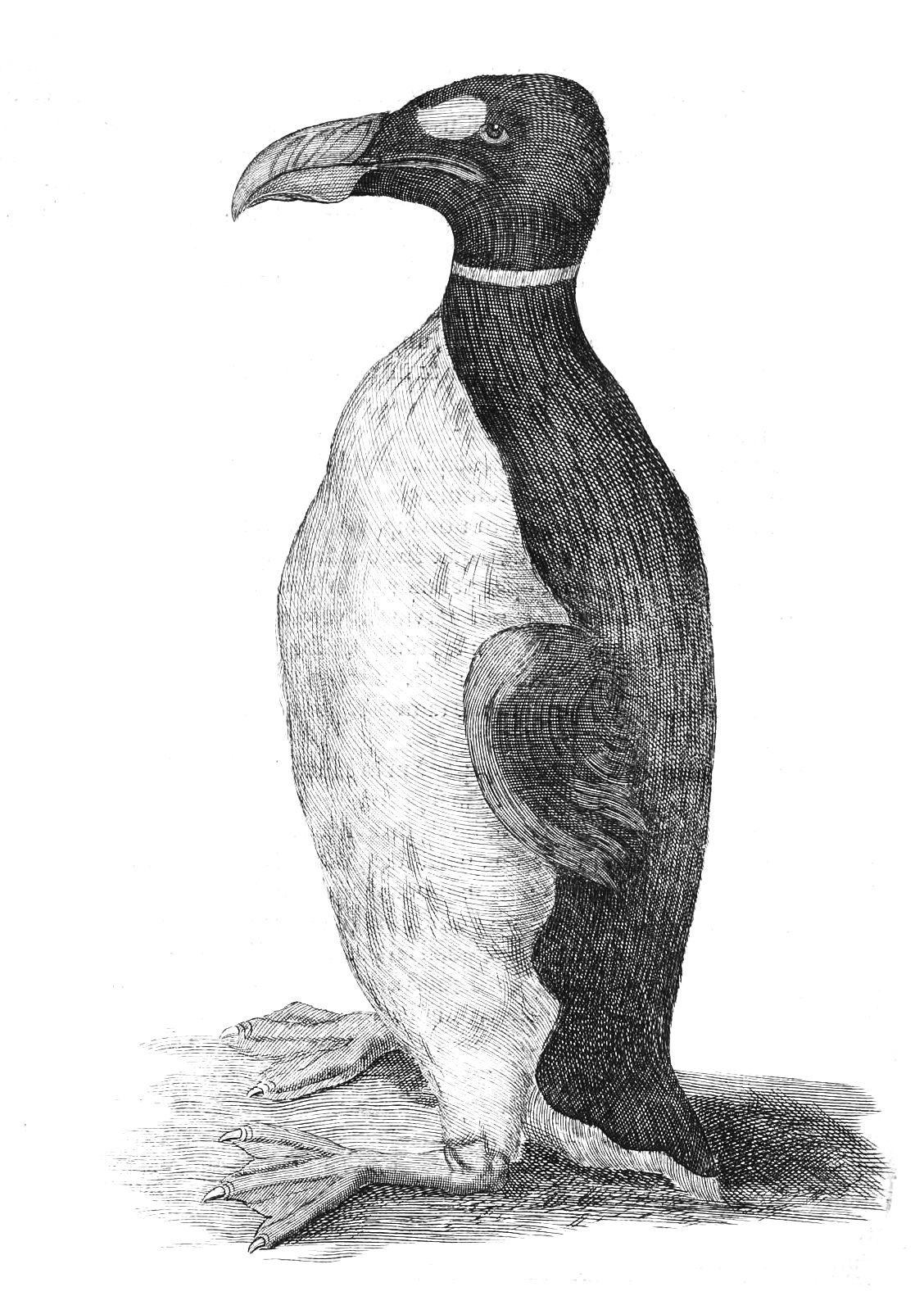
Única il·lustració coneguda d'un Gran gavot que fou mascota de Wormiuis, presa a les illes Fèroe, i recollida en el seu catàleg del gabinet de curiositats

A principis del segle xx, l'autor de terror H. P. Lovecraft esmenta Olaus Wormius com un dels traductors del llibre de ficció Al Azif (comunament conegut com el Necronomicon). L'escriptor de terror Anders Fager ha elaborat aquest mite en diversos dels seus contes.

## Obra
- Fasti Danici. : universam tempora computandi rationem antiqvitus in Dania et vicinis regionibus observatam libris tribus exhibentes, 1633.
- Danicorum monumentorum libri sex : e spissis antiquitatum tenebris et in Dania ac Norvegia extantibus ruderibus, 1643.
- Runir seu, Danica literatura antiqvissima, 1651., alt. source